# Ball Corporation
Ball Corporation es una empresa estadounidense con sede en Westminster, Colorado. Es mejor conocido por su producción inicial de frascos de vidrio, tapas y productos relacionados utilizados para conservas caseras. Desde su fundación en Buffalo, Nueva York, en 1880, cuando era conocida como Wooden Jacket Can Company, la compañía Ball se ha expandido y diversificado hacia otras empresas comerciales, incluida la tecnología aeroespacial. Con el tiempo se convirtió en el mayor fabricante del mundo de envases metálicos reciclables para bebidas y alimentos.
Los hermanos Ball cambiaron el nombre de su empresa a Ball Brothers Glass Manufacturing Company, constituida en 1886. Su sede, así como sus operaciones de fabricación de vidrio y metal, se trasladaron a Muncie, Indiana, en 1889. La empresa pasó a llamarse Ball Brothers Company en 1922. y Ball Corporation en 1969. Se convirtió en una sociedad anónima que cotiza en bolsa en la Bolsa de Nueva York en 1973.
Ball dejó el negocio de conservas caseras en 1993 al escindir una antigua subsidiaria (Alltrista) en una empresa independiente, que pasó a llamarse Jarden Corporation. Como parte de la escisión, Jarden tiene licencia para utilizar la marca registrada Ball en su línea de productos de conservas caseras. En la actualidad, la marca Ball para tarros de cristal y suministros para conservas caseras pertenece a Newell Brands.

## Mayores subsidiarias
- Ball Aerospace & Technologies Corp.
- Ball Packaging Europe GmbH